# Manije Emilije Lepid (konzul 66. pr. Kr.)
Manije Emilije Lepid (Manius Aemilius Lepidus, sredina 1. st. pr. Kr.) bio je rimski političar iz doba kasne Republike. Pripadao je optimatskoj stranci. Godine 66. pr. Kr. služio je kao konzul. Na početku građanskog rata 49. pr. Kr. iz Rima se povukao u vilu u Formiji i odatle pratio zbivanja, odlučivši nakon nekoliko mjeseci priznati novu Cezarovu vlast. Iz tog doba sačuvan je dio njegovih pisama s Ciceronom.